# Chris Manchester
Chris Manchester (ur. 28 czerwca 1973 w Saint Louis) – amerykański żużlowiec.

## Życiorys
Sport żużlowy uprawiał w latach 1988–2009. Siedmiokrotnie zdobył medale indywidualnych mistrzostw Stanów Zjednoczonych: trzy złote (1992, 2001, 2005), trzy srebrne (1993, 2006, 2007) oraz brązowy (2008). Oprócz tego, w 1998 r. zwyciężył w otwartych mistrzostwach Stanów Zjednoczonych, natomiast w latach 1993 i 1994 – w otwartych mistrzostwach Republiki Południowej Afryki.
W lidze brytyjskiej reprezentował barwy klubów Belle Vue Aces (1994-1997, 1999, 2003) oraz Somerset Rebels (2003). Przez dwa sezony występował w polskiej I lidze: w 1997 w barwach WTS Wrocław, a w 1999 – w Polonii Bydgoszcz.

## Przynależność klubowa
Wielka Brytania
- Belle Vue Aces (1994–1997)
- Belle Vue Aces (1999)
- Belle Vue Aces (2003)
- Somerset Rebels (2003)

Polska
- WTS Wrocław (1997)
- Polonia Bydgoszcz (1999)